# Irvin S. Pepper
Irvin St. Clair Pepper (ur. 10 czerwca 1876 w Hrabstwie Davis, zm. 22 grudnia 1913 w Hrabstwie Clinton) – amerykański polityk, członek Partii Demokratycznej.

## Działalność polityczna
W okresie od 4 marca 1911 do śmierci 22 grudnia 1913 przez dwie kadencje był przedstawicielem 2. okręgu wyborczego w stanie Iowa w Izbie Reprezentantów Stanów Zjednoczonych.